# Lota lota
La bottatrice (Lota lota) è il solo pesce d'acqua dolce appartenente alla famiglia dei Lotidae, comprendente molte specie di pesci d'acqua salata, dell'ordine dei Gadiformes.

## Distribuzione e habitat
È diffusa nel vasto territorio circumartico (Russia, Canada, Fennoscandia), Francia, Germania, Europa orientale; è presente anche in Italia, dove si ritrova nei grandi laghi prealpini.

## Descrizione
Presenta un corpo molto allungato, poco compresso ai fianchi, coperto di piccole scaglie lisce con pelle vischiosa. Ha bocca molto ampia e un barbiglio sul mento. Possiede due pinne dorsali, la prima delle quali è breve mentre la seconda è molto lunga. L'anale è allungata, le pinne pettorali ampie e robuste. La pinna caudale è tondeggiante. La livrea presenta un fondo che varia dal bruno al verde al giallastro, marmorizzato di bruno (così come le pinne). Il ventre è quasi bianco.

Raggiunge una lunghezza massima di 180 cm, per un peso massimo di 34 kg, tuttavia è più comune imbattersi in esemplari dai 25 ai 100 cm con un peso di 8 kg.

## Riproduzione
La fregola avviene in inverno, tra novembre e marzo, a seconda della zona geografica. I maschi arrivano per primi nei luoghi di deposizione. Si può affermare che avviene una riproduzione di gruppo, poiché tutti i riproduttori spingono verso il centro, formando un groviglio di corpi, ed emettendo uova e sperma. Le uova sono giallo-ambra, con un diametro intorno a 1 mm. L'incubazione dura da 30 a 70 giorni, a seconda della temperatura.

## Alimentazione
La bottatrice è un pesce molto vorace; caccia pesci più piccoli e invertebrati, ma non disdegna neppure pesci morti. Si alimenta solo di notte o in caso di intorbidimento delle acque.

## Predatori
Durante le fasi giovanili può essere preda di lucci, persici trota e persici reali.

## Pesca
Viene spesso pescato di notte dai pescatori di anguille, ma anche a scopo industriale, essendo una fonte di olio e usata per la preparazione di farina di pesce. Il suo fegato, essiccato e salato, è commerciato in molte zone d'Europa.
Ha carni prelibate, molto apprezzate.